# Потерянная душа
«Потерянная душа» (итал. Anima Persa) — итальянский кинофильм режиссера Дино Ризи.
Тихий, почти камерный фильм. Часто описывается как своего рода жанровый гибрид джалло и драмы.

## Сюжет
Девятнадцатилетний Тино (Данило Маттеи) приезжает в Венецию. Он поселяется у двоюродной тёти Софии (Катрин Денёв) и её мужа — высокопоставленного функционера господина Штольца (Витторио Гассман), и хочет брать художественные уроки в венецианской академии.
Нравы в доме — «благодаря» холодному и педантичному Фабио Штольцу — очень суровы. В первое же утро он будит Тино со словами, что так долго спать нельзя. И отводит его в художественную академию. Познакомившись с классом, Тино изумляется красотою молодой девушки, Лючии (Анисе Альвина). Он, кажется, влюбляется на месте и проводит большую часть свободного времени, преследуя девушку. Их роман развивается, но он не очень существенен в контексте главной истории.
Довольно скоро Тино обнаруживает, что взаимоотношения тети и дяди весьма напряженны: господин Штольц частенько высмеивает Софию и держит её под чрезмерным контролем. Также парень начинает слышать странные шумы — кажется, они проистекают с верхнего этажа, — но никто не объясняет ему причину их появления. Одолеваемый любопытством и противоречием к здешним цензам и правилам — Тино, несмотря на строгий запрет, пытается обнаружить этот источник… И получает помощь в лице домашней прислужницы Аннетты. Она рассказывает, что брат его дяди, очевидно безумный в течение нескольких десятилетий, находится запертым в закрытой для посторонних глаз комнате. Она громко высмеивает сумасшествие мужчины, замечая, что он подобен змее, когда высовывает язык. Тино начинает исследовать странную историю их семьи.

## В ролях
- Витторио Гассман в роли Фабио Штольца
- Катрин Денёв в роли Элизы Штольц
- Данило Маттеи в роли Тино
- Анисе Альвина в роли Лючии
- Эстер Карлони в роли Аннетты
- Микеле Капнист в роли Герцога
- Джино Кавальери в роли профессора Саттина

## Производство
Фильм основан на романе L'anima persa, написанном Джованни Арпино и опубликованном в 1966 году. Режиссер Дино Ризи ранее снял по роману Арпино свой самый знаменитый фильм Запах женщины. Для фильма Ризи изменил местоположение с Турина на Венецию, а также имена и характеры некоторых персонажей. Дино Ризи представляет сюжет в темных тонах, демонстрирую зрителю близость любви и смерти, а также угроза, исходящую от скрытой и отрицаемой страсти к личности и психическому здоровью. Дряхлая и таинственная Венеция Ризи напоминает мистический триллер Николаса Роуга А теперь не смотри, выпущенный в 1973 году. Работа Витторио Гассманна, который часто работал с Дино Ризи, очень впечатляет. Наличие тем мужского доминирования и педофилии, живописные декорации и планы, а также прекрасно написанные диалоги придают фильму резонанс актуальности.

## Прокат
Фильм вышел в Италии 20 января 1977 года, где собрал в прокате 857 364 083 итальянских лир. В США под названием «Запретная комната» он был показан кинокомпанией Fox. Также 23 марта 1977 года как Âmes perdues (Потерянные души ) картина вышла во Франции.